# Dani Parejo
Daniel Parejo Muñoz (Coslada, 16 april 1989) is een Spaans voetballer die doorgaans als middenvelder speelt. Hij verruilde Valencia in augustus 2020 transfervrij voor Villarreal. Parejo werd met Spanje Europees kampioen op zowel het EK –19 als het EK –21. In maart 2018 debuteerde hij voor het eerste elftal van de nationale ploeg.

## Clubcarrière
Op veertienjarige leeftijd kwam Parejo in de jeugd van Real Madrid terecht. Op 4 augustus werd hij door Real Madrid voor een jaar aan QPR, spelend in de Championship, verhuurd. Vijf dagen later maakte hij zijn debuut door Agyemang te vervangen tegen Barnsley (2–1 winst). Na achttien wedstrijd te hebben gespeeld voor QPR, werd Parejo na een half jaar al teruggehaald door Real Madrid. Voor Real Madrid maakte Parejo op 15 februari zijn debuut, tegen Sporting Gijón in de Primera División, door Ramos te vervangen.

### Getafe CF
In juli 2009 maakte Parejo de overstap van Real Madrid naar Getafe. Op 30 augustus 2009 debuteerde hij voor zijn nieuwe club tegen Racing Santander in de Primera División. Op 25 oktober scoorde hij zijn eerste doelpunt in het professioneel voetbal door een strafschop te benutten bij een 2–0 overwinning tegen Athletic Bilbao. Op 25 maart 2010 scoorde Parejo tegen zijn vorige club, Real Madrid. Met zes doelpunten hielp hij Getafe om voor de tweede keer te kwalificeren voor de Europa League. Op 19 augustus 2010 maakte Parejo zijn internationale debuut, en scoorde hij ook zijn eerste internationale doelpunt tegen APOEL Nicosia. Het lukte Getafe om zich in het seizoen 2010/11 te handhaven in de Primera División.

### Valencia CF
Op 14 juni 2011 maakte Parejo de overstap van Getafe naar Valencia, waar hij een 5-jarig contract tekende. Vier maanden later speelde hij zijn eerste wedstrijd voor Valencia in de Primera División tegen RCD Mallorca. Op 13 september 2011 speelde hij ook zijn eerste internationale wedstrijd voor Valencia, tegen KRC Genk. In zijn eerste seizoen bij Valencia kon Parejo nog geen absolute basisplaats verdienen. In zijn tweede seizoen, waarin Valencia de achtste finale van de Champions League bereikte, kreeg Parejo wel steeds vaker een plek in de basiself. In de Europa League 2013/14 werd Valencia door uitdoelpunten uitgeschakeld in de halve finale tegen de uiteindelijke winnaar Sevilla. In het seizoen 2014/15 scoorde Parejo als aanvoerder van Valencia elf competitie-doelpunten. Hij werd hiermee de eerste Valencia-middenvelder die minstens tien competitiedoelpunten scoorde sinds Vicente in het seizoen 2003/04. In januari 2016 werd Parejo de aanvoerdersband ontnomen door trainer Gary Neville na een aantal slechte resultaten. Onder diezelfde trainer speelde Parejo de volledige wedstrijd bij een 7–0 verlies in de halve finale van de Copa del Rey tegen FC Barcelona.
Op 4 februari 2019 werd bekendgemaakt dat Parejo zijn contract bij Valencia verlengde tot de zomer van 2022. Het seizoen 2018/19 was een succesvol seizoen voor Valencia. In de Primera División eindigde Valencia op de vierde plaats, Parejo was hierbij goed voor negen doelpunten. De halve finale van de Europa League werd bereikt, waarin beide wedstrijden tegen Arsenal verloren werden. Op 25 mei 2019 mocht Parejo als aanvoerder de beker van de Copa del Rey omhoog houden nadat Valencia in de finale met 1–2 van Barcelona won. Dit was de eerste prijs voor Valencia sinds 2008. Omdat Valencia de finale bereikte, namen zij deel aan de Supercopa de España 2019/20. Ondanks een benutte strafschop van Parejo werd Valencia echter in de halve finale uitgeschakeld door Parejo's vorige club, Real Madrid. Op 2 oktober 2019 miste hij een strafschop in het Champions League-duel met Ajax, echter bereikte Valencia dat seizoen voor het eerst in zeven jaar de knock-outfase van de Champions League. In de achtste finale bleek Atalanta Bergamo te sterk. Parejo miste geen minuut in het Champions League-avontuur van Valencia. Na negen jaar en 383 wedstrijden bij Valencia maakte Parejo gedwongen een transfer.

### Villarreal CF
Op 12 augustus 2020 maakte Parejo transfervrij de overstap naar Villarreal, ook spelend in de Primera División, samen met Francis Coquelin. In Villarreal ondertekende hij een contract tot 2024. Hij maakte op 13 september 2020 zijn debuut voor Villarreal, in de competitiewedstrijd tegen SD Huesca (1–1). Op 18 oktober 2020 maakte Parejo zijn eerste doelpunt voor Villarreal, tegen zijn voormalige club Valencia in de Primera División. Het internationale debuut van Parejo voor Villarreal kwam in het met 4–0 gewonnen Europa League-duel tegen Maccabi Tel Aviv.

## Clubstatistieken
| Seizoen     | Club          | Competitie         | Competitie | Competitie | Competitie | Beker | Beker | Beker | Internationaal | Internationaal | Internationaal | Totaal | Totaal | Totaal |
| Seizoen     | Club          | Competitie         | Wed.       | Dlp.       | Ass.       | Wed.  | Dlp.  | Ass.  | Wed.           | Dlp.           | Ass.           | Wed.   | Dlp.   | Ass.   |
| ----------- | ------------- | ------------------ | ---------- | ---------- | ---------- | ----- | ----- | ----- | -------------- | -------------- | -------------- | ------ | ------ | ------ |
| 2006/07     | Real Madrid B | Segunda División A | 4          | 1          | 0          | —     | —     | —     | —              | —              | —              | 4      | 1      | 0      |
| 2007/08     | Real Madrid B | Segunda División A | 33         | 10         | 0          | —     | —     | —     | —              | —              | —              | 33     | 10     | 0      |
| Club Totaal | Club Totaal   | Club Totaal        | 37         | 11         | 0          | 0     | 0     | 0     | 0              | 0              | 0              | 37     | 11     | 0      |
| 2008/09     | → QPR         | Championship       | 14         | 0          | 1          | 4     | 0     | 1     | —              | —              | —              | 18     | 0      | 2      |
| Club Totaal | Club Totaal   | Club Totaal        | 14         | 0          | 1          | 4     | 0     | 1     | 0              | 0              | 0              | 18     | 0      | 2      |
| 2008/09     | Real Madrid   | Primera División   | 5          | 0          | 0          | 0     | 0     | 0     | —              | —              | —              | 5      | 0      | 0      |
| Club Totaal | Club Totaal   | Club Totaal        | 5          | 0          | 0          | 0     | 0     | 0     | 0              | 0              | 0              | 5      | 0      | 0      |
| 2009/10     | Getafe CF     | Primera División   | 28         | 6          | 4          | 8     | 1     | 1     | —              | —              | —              | 36     | 7      | 5      |
| 2010/11     | Getafe CF     | Primera División   | 36         | 3          | 5          | 3     | 0     | 0     | 5              | 1              | 1              | 44     | 4      | 6      |
| Club Totaal | Club Totaal   | Club Totaal        | 64         | 9          | 9          | 11    | 1     | 1     | 5              | 1              | 1              | 80     | 11     | 11     |
| 2011/12     | Valencia CF   | Primera División   | 16         | 0          | 0          | 6     | 0     | 0     | 8              | 0              | 1              | 30     | 0      | 1      |
| 2012/13     | Valencia CF   | Primera División   | 27         | 1          | 4          | 4     | 1     | 3     | 5              | 0              | 0              | 36     | 2      | 7      |
| 2013/14     | Valencia CF   | Primera División   | 31         | 4          | 5          | 4     | 0     | 0     | 11             | 1              | 2              | 46     | 5      | 7      |
| 2014/15     | Valencia CF   | Primera División   | 34         | 11         | 8          | 3     | 0     | 0     | —              | —              | —              | 37     | 11     | 8      |
| 2015/16     | Valencia CF   | Primera División   | 33         | 8          | 5          | 6     | 1     | 1     | 11             | 2              | 0              | 50     | 11     | 6      |
| 2016/17     | Valencia CF   | Primera División   | 36         | 5          | 10         | 3     | 1     | 0     | —              | —              | —              | 39     | 6      | 10     |
| 2017/18     | Valencia CF   | Primera División   | 34         | 7          | 8          | 8     | 1     | 2     | —              | —              | —              | 42     | 8      | 10     |
| 2018/19     | Valencia CF   | Primera División   | 36         | 9          | 7          | 8     | 0     | 1     | 12             | 1              | 1              | 56     | 10     | 9      |
| 2019/20     | Valencia CF   | Primera División   | 35         | 8          | 3          | 4     | 1     | 0     | 8              | 1              | 3              | 47     | 10     | 6      |
| Club Totaal | Club Totaal   | Club Totaal        | 282        | 53         | 50         | 46    | 5     | 7     | 55             | 5              | 7              | 383    | 63     | 64     |
| 2020/21     | Villarreal    | Primera División   | 36         | 3          | 5          | 5     | 0     | 0     | 12             | 0              | 3              | 53     | 3      | 8      |
| 2021/22     | Villarreal    | Primera División   | 33         | 2          | 10         | 1     | 0     | 0     | 12             | 1              | 3              | 46     | 3      | 13     |
| 2022/23     | Villarreal    | Primera División   | 37         | 3          | 4          | 4     | 0     | 1     | 9              | 0              | 1              | 50     | 3      | 6      |
| 2023/24     | Villarreal    | Primera División   | 33         | 3          | 5          | 2     | 0     | 0     | 7              | 1              | 0              | 42     | 4      | 5      |
| 2024/25     | Villarreal    | Primera División   | 36         | 3          | 3          | 2     | 0     | 0     | —              | —              | —              | 38     | 3      | 3      |
| Club Totaal | Club Totaal   | Club Totaal        | 175        | 14         | 27         | 14    | 0     | 1     | 40             | 2              | 7              | 229    | 16     | 35     |
| TOTAAL      | TOTAAL        | TOTAAL             | 577        | 87         | 87         | 75    | 6     | 10    | 100            | 8              | 15             | 752    | 101    | 112    |

Bijgewerkt t/m 17 januari 2021.

## Interlandcarrière
Parejo speelde in de jeugdelftallen van Spanje –19, –20 en –21. Op 27 juli 2007 was Parejo verantwoordelijk voor het enige doelpunt in de finale van het EK onder 19 tegen zijn leeftijdsgenoten van Griekenland. Ook won Parejo met Jong Spanje het EK onder 21. O.a. De Gea, Azpilicueta, Thiago en Mata waren zijn teamgenoten op dat toernooi.
Op 27 maart 2018 debuteerde Parejo voor het eerste elftal van Spanje in een met 6–1 gewonnen oefenwedstrijd tegen Argentinië. In de 82ste minuut verving hij Thiago. Parejo werd echter niet opgenomen in de selectie voor het WK 2018 drie maanden later. Hij nam in drie kwalificatie-wedstrijden voor het EK 2020 deel.

## Erelijst
| Competitie         |          |          |          |          |
| Competitie         | Aantal   | Jaren    |          |          |
| Valencia           | Valencia | Valencia | Valencia | Valencia |
| ------------------ | -------- | -------- | -------- | -------- |
| Copa del Rey       | 1x       | 2018/19  |          |          |
| Villarreal         |          |          |          |          |
| UEFA Europa League | 1x       | 2020/21  |          |          |
| Spanje onder 19    |          |          |          |          |
| UEFA EK onder 19   | 1x       | 2007     |          |          |
| Spanje onder 21    |          |          |          |          |
| UEFA EK onder 21   | 1x       | 2011     |          |          |